# Valparaíso
Valparaíso (Valle Paradiso, in lingua spagnola) è il secondo porto del Cile per importanza sull'Oceano Pacifico, dopo San Antonio. È la capitale della provincia omonima e della Regione di Valparaíso. Conta circa 263 499 abitanti. La città deve il suo nome ai marinai italiani dell'ammiraglio Giovanni Battista Pastene che identificarono quei bellissimi luoghi come "valle del paradiso".
Con i comuni di Viña del Mar, Concón, Quilpué e Villa Alemana costituisce un'unica grande area metropolitana, denominata Gran Valparaíso, che conta più di 800 000 abitanti. È collegata a Viña del Mar dall'Avenida España.
Dal dicembre 1987 un palazzo costruito negli ultimi anni della dittatura di Pinochet è la sede ove si riunisce il Congreso Nacional cileno, parlamento bicamerale organizzato in un Senato di 38 membri e una Camera dei Deputati di 120 membri. Pertanto la città è la capitale legislativa del paese. Il suo centro storico nel 2003 è stato dichiarato Patrimonio dell'umanità dall'UNESCO, che ha tenuto qui il Forum Universale delle Culture nel 2010. È sede vescovile, e nelle sue prossimità si trova il santuario di Nostra Signora de Lo Vásquez. Attrazioni turistiche del luogo sono le numerose e pittoresche case colorate ed il museo costruito in una delle abitazioni di Pablo Neruda.

## Monumenti e luoghi d'interesse
- Plaza Sotomayor
- Academia de Guerra Naval
- Catedral anglicana de San Pablo
- Biblioteca Santiago Severin

## Infrastrutture e trasporti
La città è dotata di un servizio metropolitano, che percorre la costa e si connette con Viña del Mar e altri comuni dell'interno. Il trasporto urbano è perlopiù affidato alla rete di minibus (micro).
Esiste una linea di filobus che percorre il Plan.
Il collegamento tra il Plan e le colline è garantito da un sistema di funicolari dette ascensores.

### Clima
In gennaio le temperature minime oscillano tra i 13 °C e i 24 °C. In luglio esse variano invece tra i 6 °C e i 11 °C.
Le temperature estreme sono di −4 °C (agosto) e 33 °C (febbraio). Le precipitazioni si concentrano in autunno e inverno, essendo il mese più piovoso luglio (107 mm). Il totale annuo medio di precipitazioni è di 480 mm.

## Cultura

### Università
A Valparaíso hanno sede
- l'Università tecnica Federico Santa María, ateneo privato con quasi 20.000 studenti;
- la Universidad Católica de Valparaíso, università privata con 19.000 studenti;
- l'Università di Valparaíso, università statale con 16.000 studenti;
- l'Università di Playa Ancha, università statale con 7000 studenti.

## Amministrazione

### Gemellaggi
Valparaíso è gemellata con:
- Oviedo, dal 1973[5]
- Novorossijsk, dal 1972
- Bat Yam, dal 1980
- Arequipa, dal 1989
- Malacca, dal 1991
- Rosario, dal 1997
- Pusan, dal 1999
- Barcellona, dal 2001
- Shanghai, dal 2001[6]
- Callao, dal 2002
- Guanajuato, dal 2002
- Odessa, dal 2004
- Veracruz, dal 2008
- Godoy Cruz, dal 2009
- Piriápolis, dal 2009
- Antigua Guatemala, dal 2010
- Gwangyang, dal 2010
- Mersin, dal 2012
- Bilbao, dal 2013
- Xochimilco, dal 2013
- Tangeri, dal 2014
- Córdoba
- Long Beach
- Salvador
- San Francisco

## Galleria d'immagini

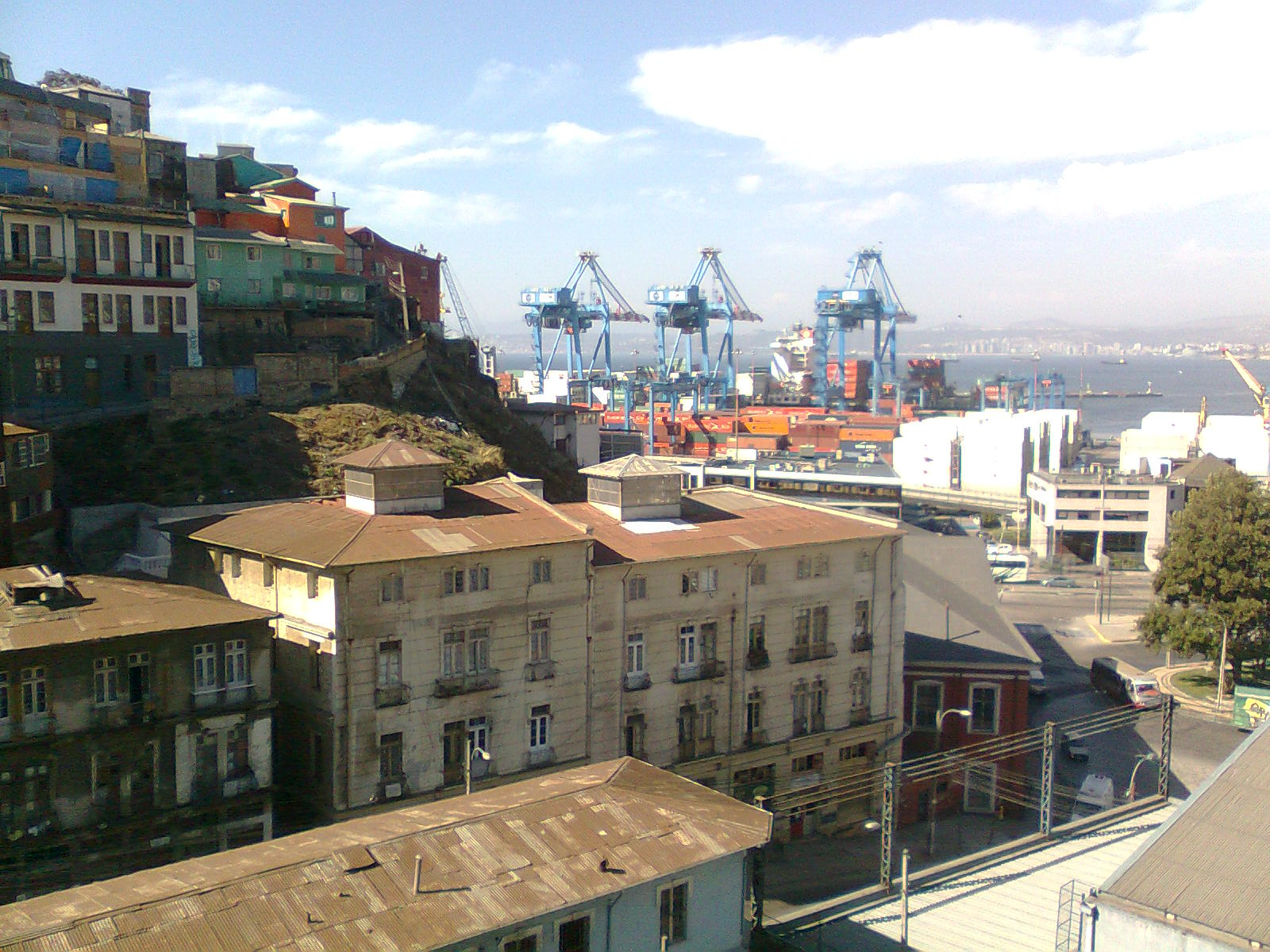
Porto
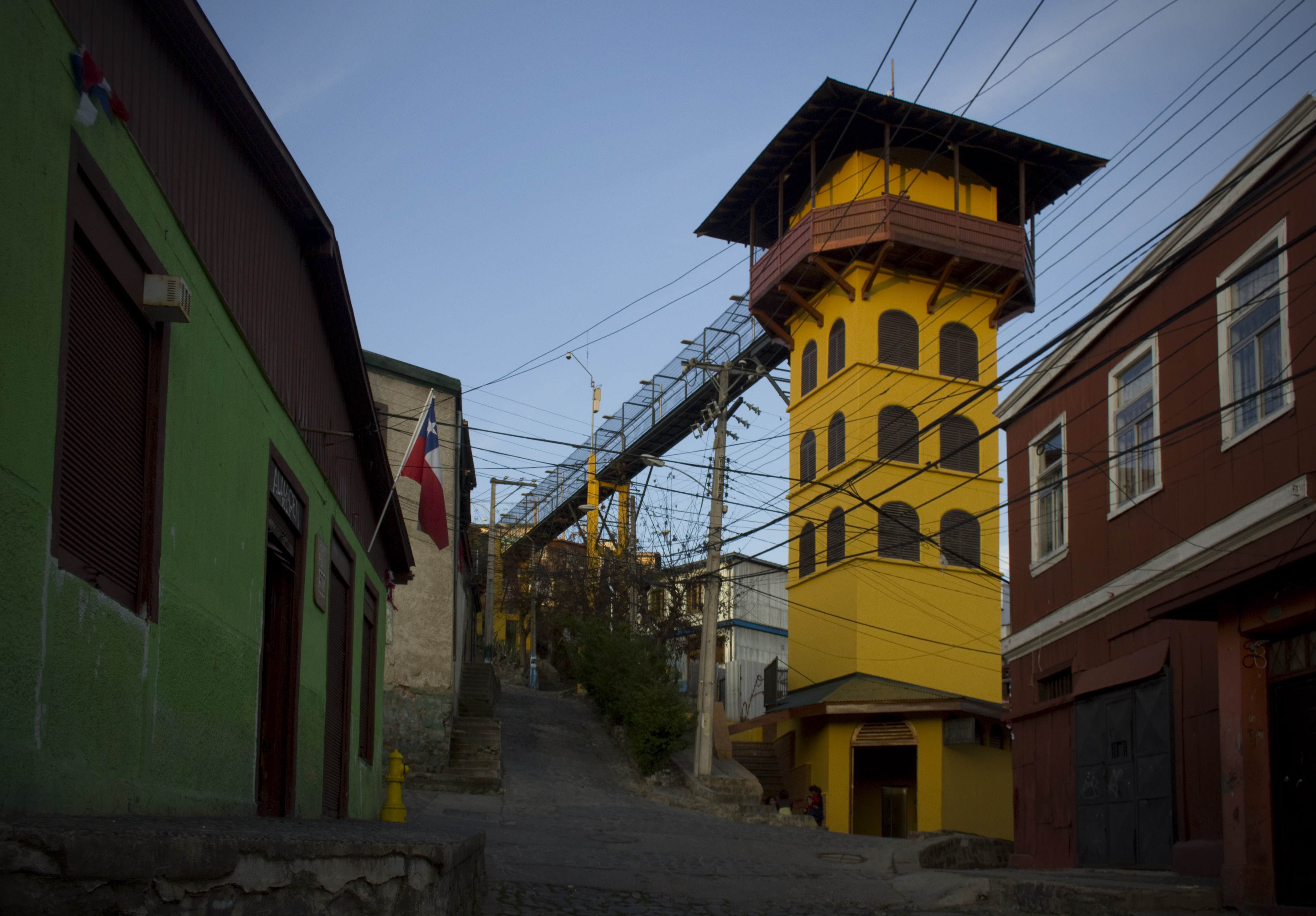
Ascensore Polanco
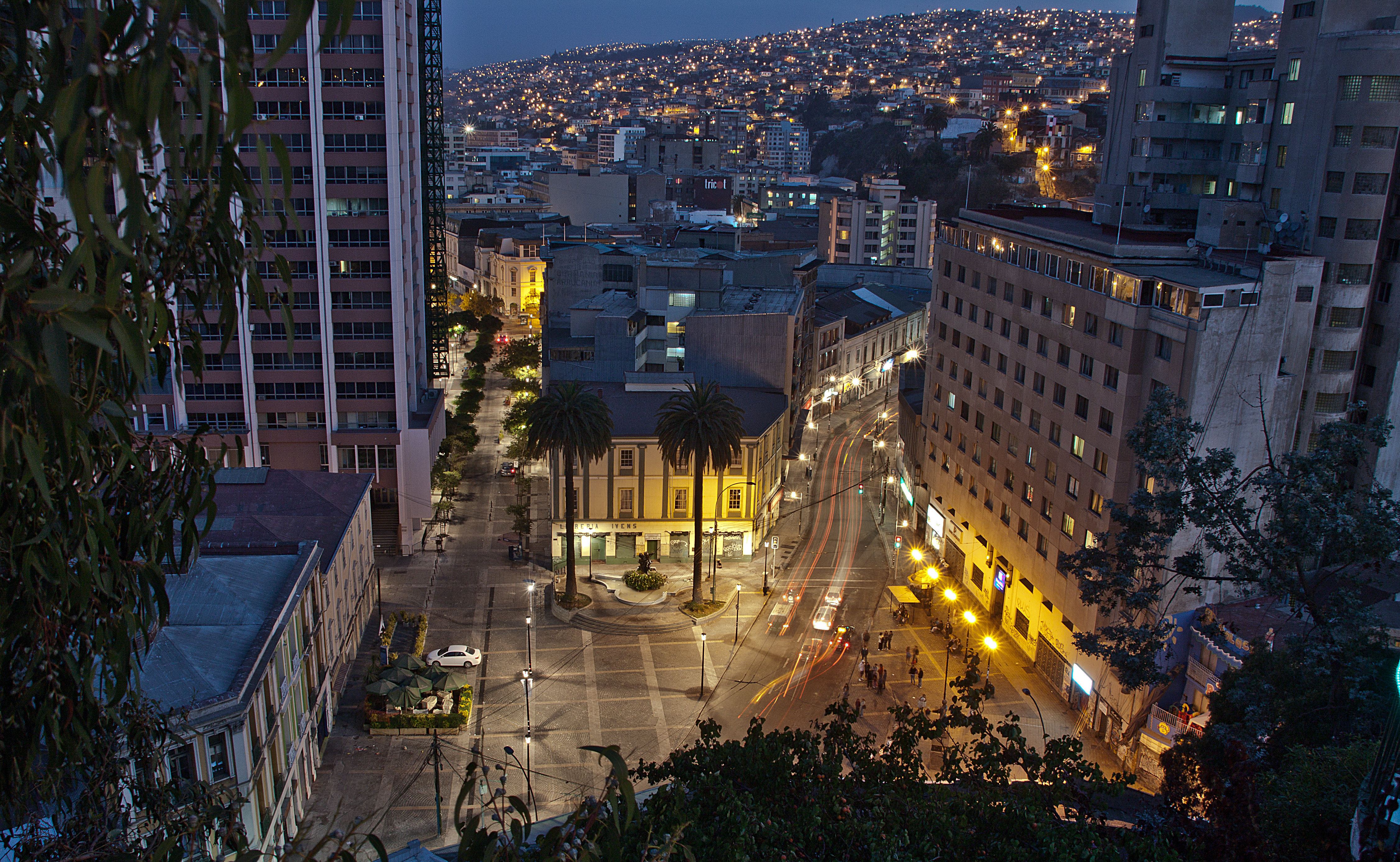
Notturna
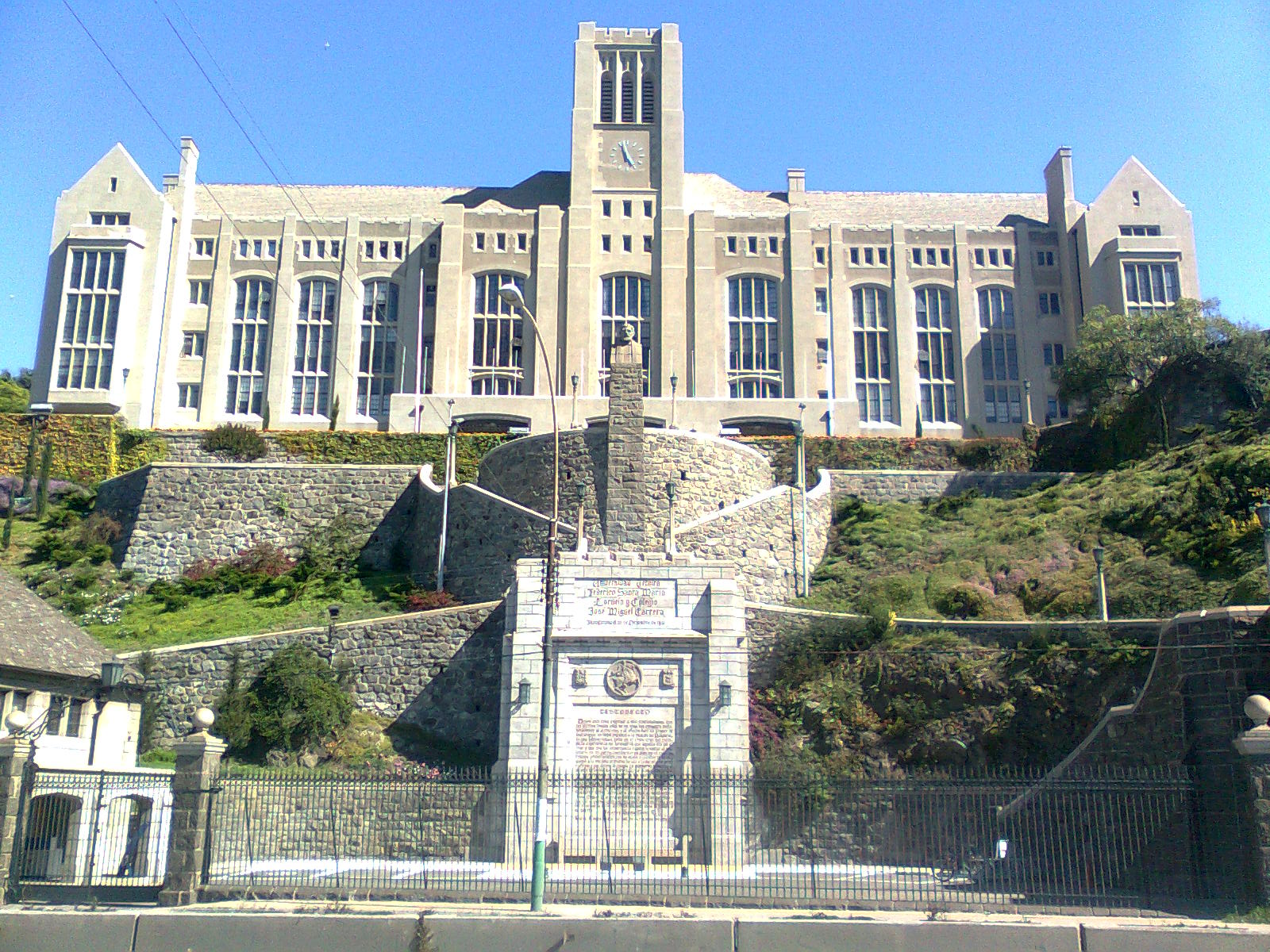
Università Federico Santa María
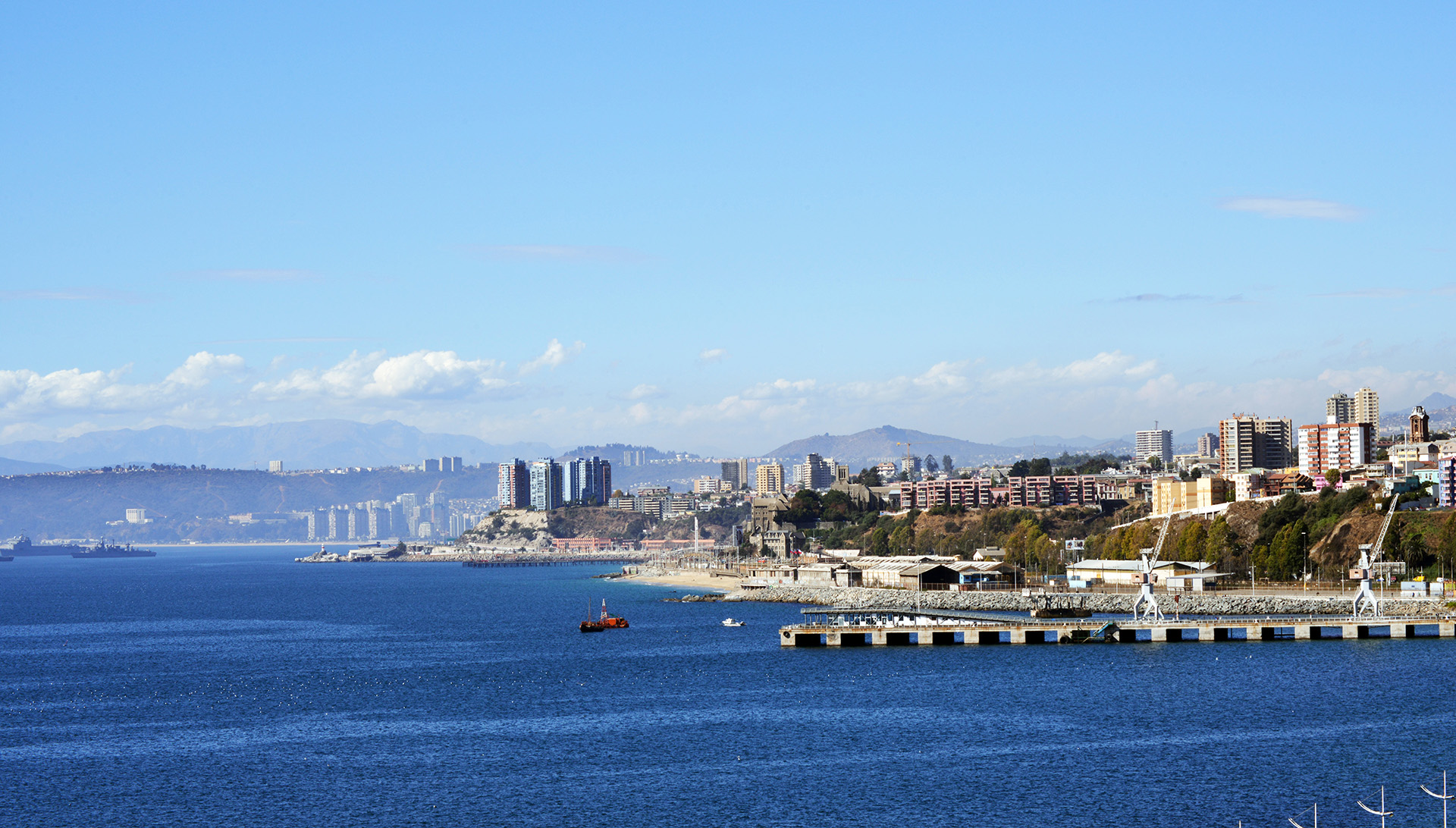
Baia di Valparaíso
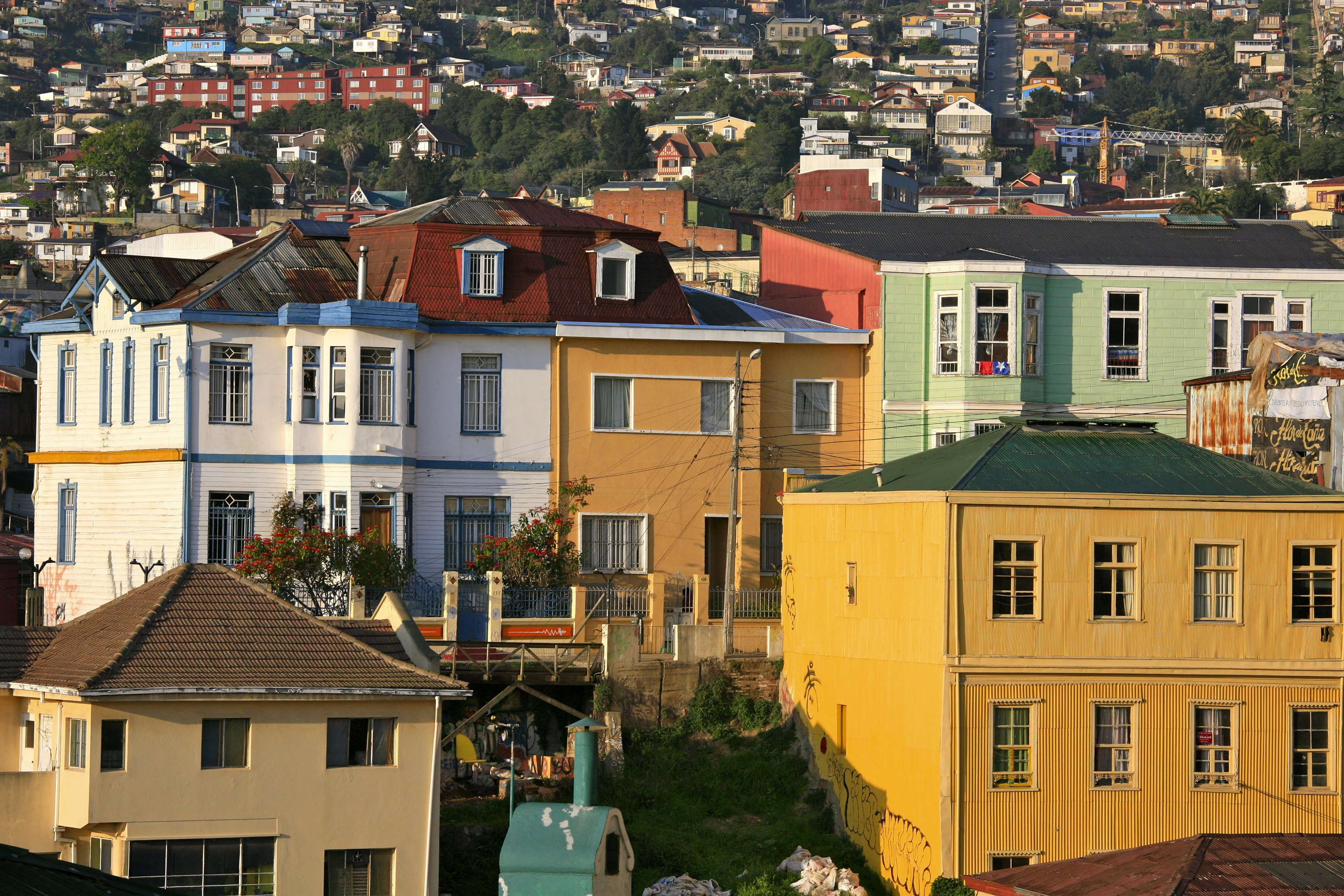
Secolare architettura di Valparaíso
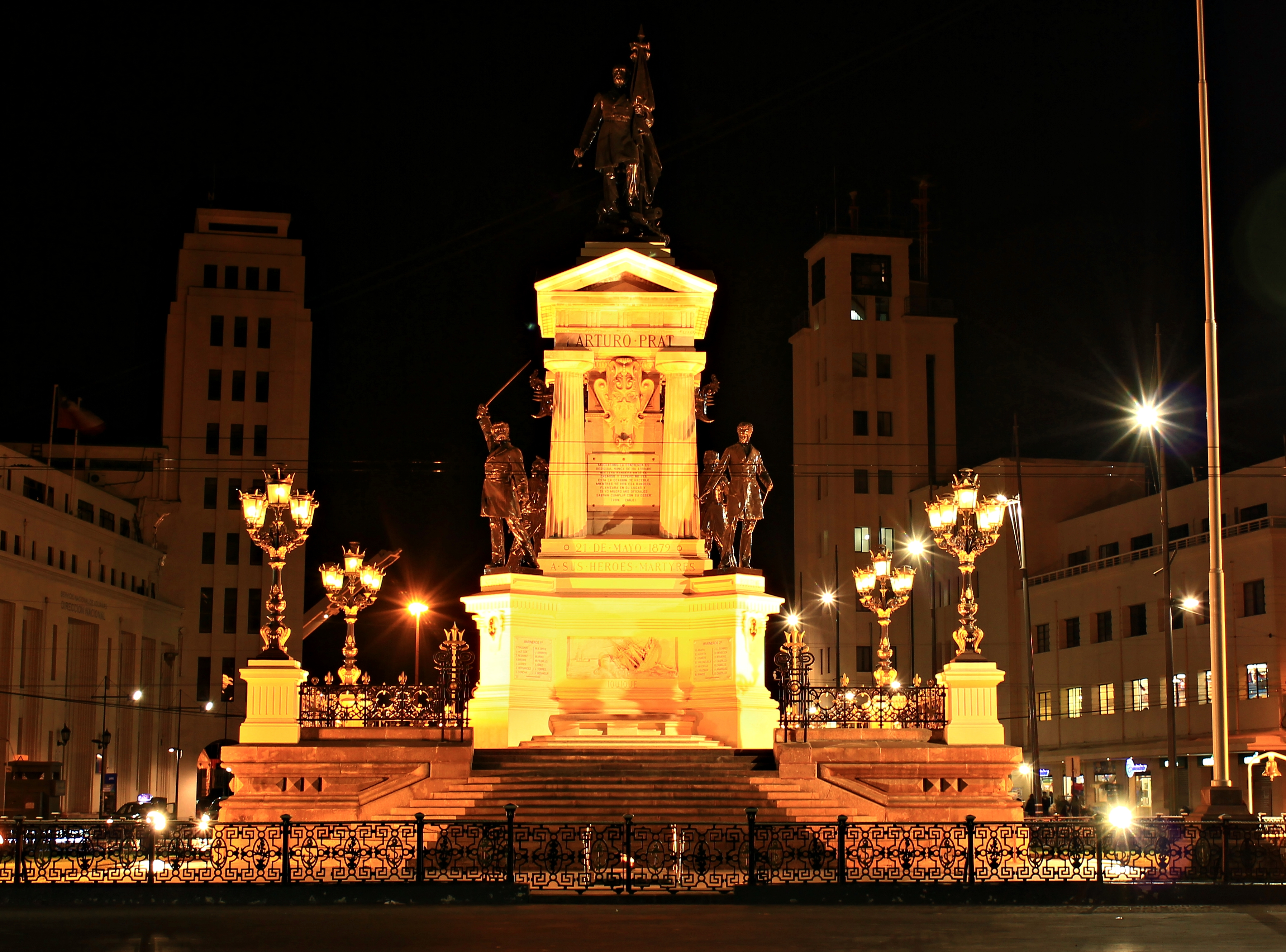
Piazza Sotomayor
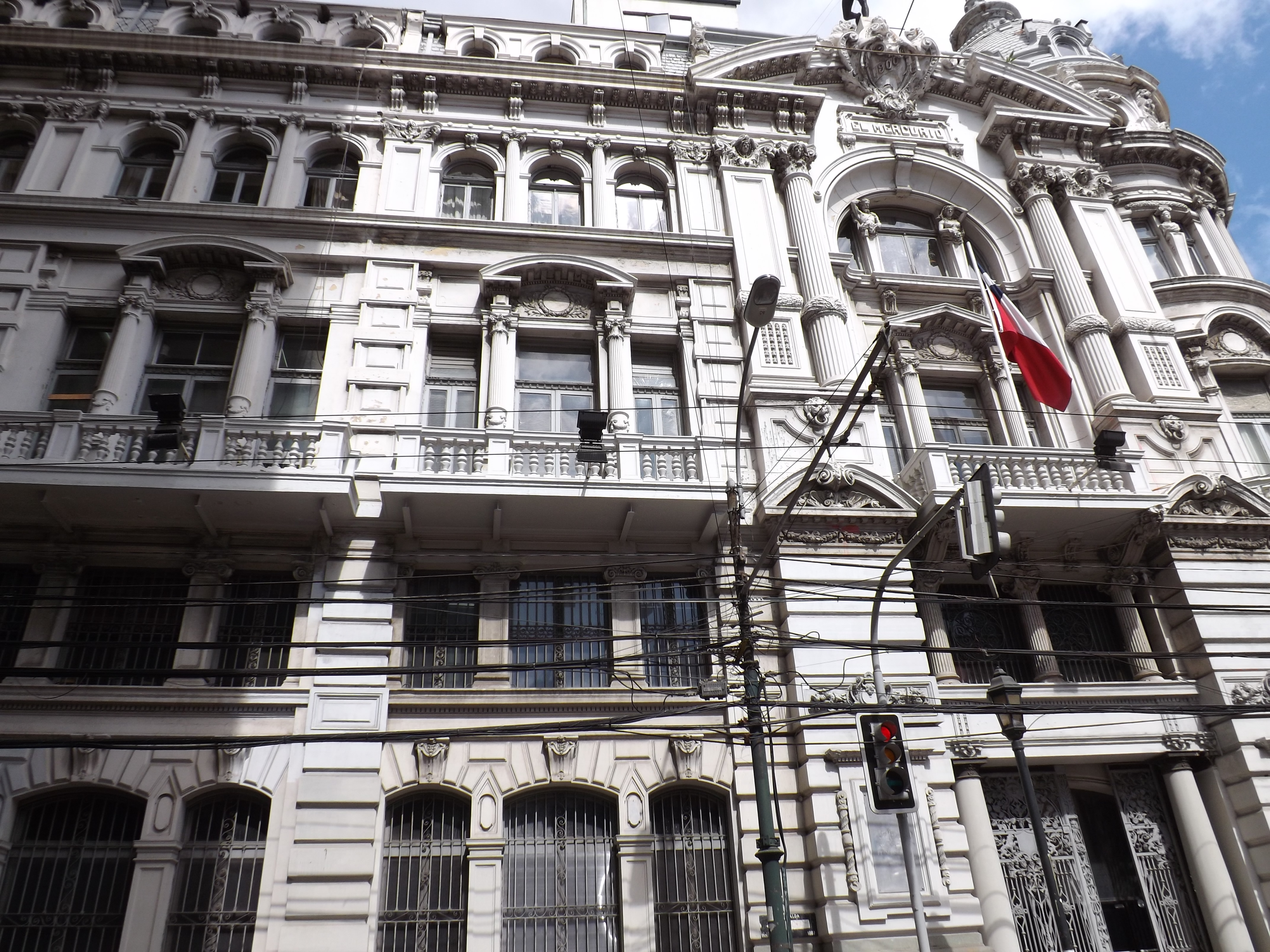
Sede di El Mercurio
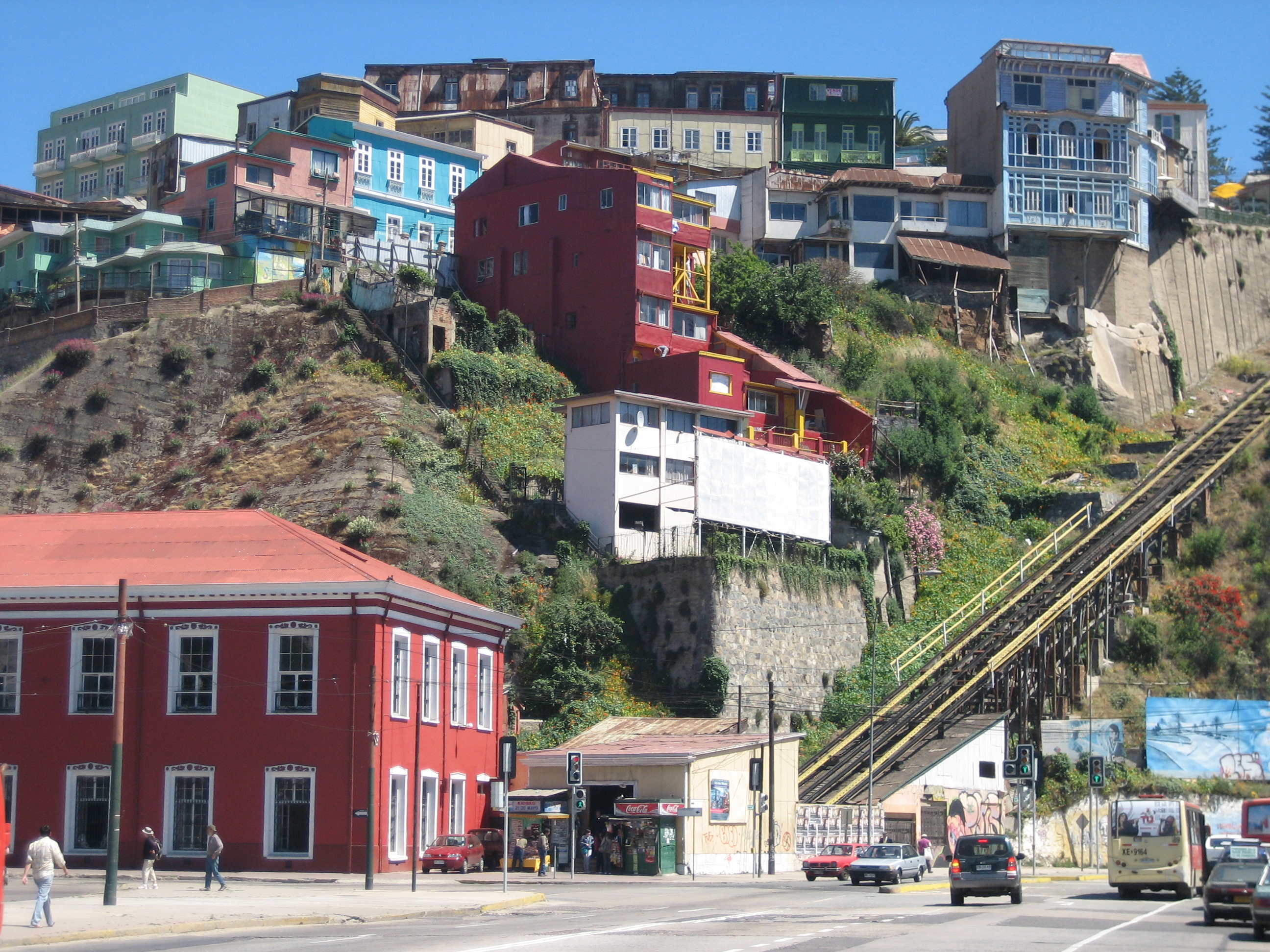
Le tipiche colline accessibili tramite funicolare